# Aleksandr Abràmovitx Voskressenski
Aleksandr Abràmovitx Voskressenski (en rus: Александр Абрамович Воскресенский; 25 de novembre de 1808, Torjok, Imperi Rus – 21 de gener de 1880, Sant Petersburg, Imperi Rus) fou un destacat químic orgànic rus que fou rector de la universitat de Sant Petersburg entre 1861 i 1863 i entre 1865 i 1867. Quant a la seva obra destaca el descobriment de la teobromina, el principal alcaloide de les llavor del cacau.

Teobromina

Voskressenski era fill d'un sacerdot que morí el 1814. Tenia una germana i un germà. Estudià al seminari de Tver i des dels primers anys mostrà un especial talent per a les ciències i, després de graduar-se a l'Institut de Pedagogia de Sant Petersburg el 1836, anà a Alemanya per continuar la seva formació. Allà assistí a cursos d'Eilhard Mitscherlich, Heinrich Rose i Heinrich Gustav Magnus a Berlín i Justus von Liebig a Giessen, que consideraven Voskressenski com un dels seus estudiants amb més talent. Amb Liebig inicià la seva pròpia investigació química. Després de tornar a Rússia el 1838 fou nomenat assistent del professor Soloviov a la Universitat de Sant Petersburg. En 1839 defensà la seva tesi doctoral sobre l'àcid quínic sota la supervisió de Germain Henri Hess. El 1841 aïllà la teobromina de les llavors del cacau (Theobroma cacao). El 1843 fou ascendit a professor. Hess morí el 1850 i Voskressenski es feu càrrec de tots els seus deures docents, impartint simultàniament conferències a diverses institucions de Sant Petersburg. Entre els seus estudiants hi havia Nikolai Bekétov, Nikolai Menxutkin i Dmitri Mendeléiev. Després de ser rector de la Universitat Imperial de Sant Petersburg el 1861-1863 i el 1865-1867 es traslladà breument a Khàrkov, actual Ucraïna, però aviat tornà a Sant Petersburg, on passà els seus últims anys a millorar l'educació.